# Гел
 Тази статия е за категорията вещества.  За града в Белгия вижте Гел (град).  
Гел е колоидна дисперсна система с по-голяма плътност от золите. Обикновено при геловете дисперсната среда е твърда, а дисперсната фаза е течна, като цялостната система е полутвърда.